# Portrait de Guillaume Apollinaire (Laurencin)
Pour les articles homonymes, voir Portrait de Guillaume Apollinaire.
Portrait de Guillaume Apollinaire est un tableau réalisé par la peintre française Marie Laurencin en 1908-1909. Cette huile sur carton est un portrait en buste de Guillaume Apollinaire, qui est alors le partenaire de l'artiste. Achetée en vente publique en 2019, l'œuvre est aujourd'hui conservée au musée de l'Orangerie, à Paris. 